# Iessaoul

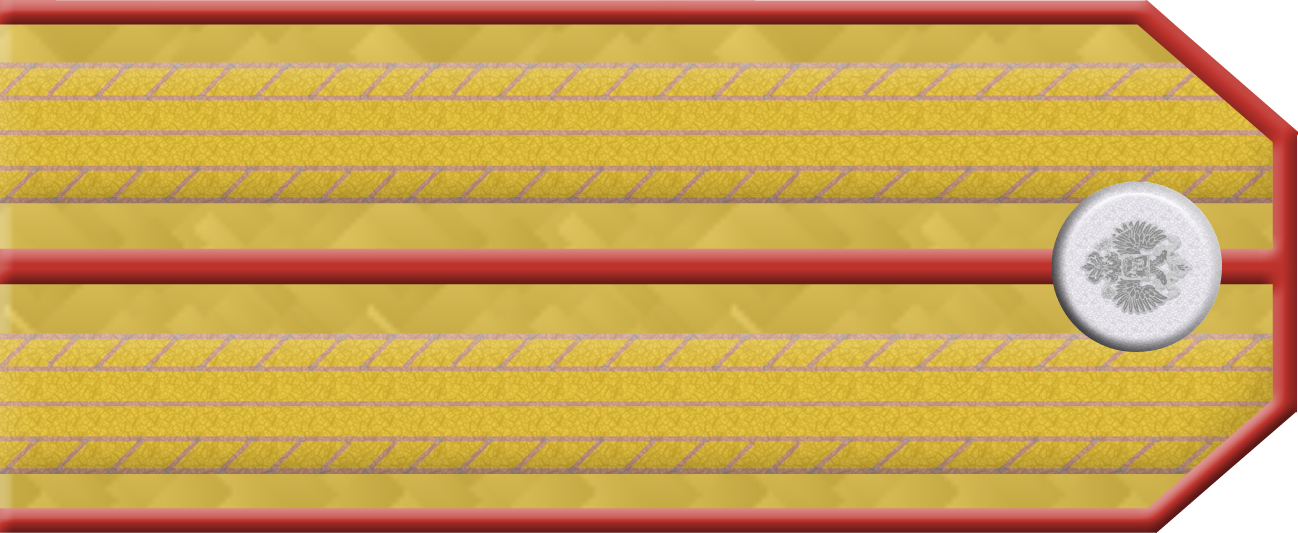
Patte d’épaule de iessaoul dans l’armée impériale russe au début du XXe siècle.

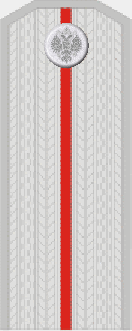
Patte d’épaule de iessaoul des Cosaques enregistrés de la fédération de Russie.

Iessaoul (en russe : есаул, en ukrainien : осавул) est un rang militaire cosaque dérivé du terme turc yasaul (chef).
Initialement, le terme désignait un aide de camp, et à ce titre on pouvait rencontrer les rangs suivants :
1. Генеральный есаул (generalny iessaoul) - iessaoul général
2. Походный есаул (pokhodni iessaoul) - iessaoul de campagne
3. Войсковой есаул (voïskovoï iessaoul) - iessaoul de corps d’armée
4. Полковой есаул (polkovoï iessaoul) - iessaoul régimentaire
5. Артиллерийский есаул (artilleriïski iessaoul) - iessaoul d’artillerie
6. Сотенный есаул (sotennu iessaoul) - iessaoul de sotnia
7. Станичный есаул (stanichnu iessaoul) - iessaoul de stanitsa

Au XIXe siècle le rang de iessaoul est dans l’armée impériale russe l’équivalent dans les troupes cosaques du capitaine, commandant d’une sotnia.
Le terme est de nouveau utilisé par les Cosaques enregistrés de la fédération de Russie.